# Ка Галаси (Модена)
Ка Галаси је насеље у Италији у округу Модена, региону Емилија-Ромања.
Према процени из 2011. у насељу је живело 18 становника. Насеље се налази на надморској висини од 649 м.